# Tentazione (film 1987)
Tentazione è un film del 1987 diretto da Sergio Bergonzelli.

## Trama
Ann, giovane e avvenente vedova proprietaria d'una società pubblicitaria, accetta la corte di Dario, un dipendente ambizioso e senza scrupoli. Dario vorrebbe sposare Ann, ma interviene Katrine, splendida fotomodella altrettanto arrivista: i due si amano e si possiedono, per decidere poi d'uccidere la ricca vedova. Il piano prevede il coinvolgimento di Gérard, sicario marsigliese, produttore di film pornografici; ma Ann resta incolume e trama di vendicarsi. Un invito a cena a casa sua diventa per Ann l'occasione d'avvelenare i due complici: tra le allucinazioni del veleno, i due confessano d'avere tentato d'ucciderla, ma un colpo di scena finale li salva dalla morte.